# Candezea atomaria
Candezea atomaria es un coleóptero de la familia Chrysomelidae.
Fue descrita científicamente por primera vez en 1893 por Fairmaire.